# Intel iPSC/2
Intel iPSC/2 — компьютер с массово-параллельной вычислительной архитектурой, выпущенный в 1987 году компанией Intel. Представитель семейства персональных суперкомпьютеров Intel iPSC. Был выпущен на замену модели Intel iPSC/1 и сам, в свою очередь, был заменён на Intel iPSC/860.
Было доступно несколько конфигураций. В базовой поставке был один корпус с 16 процессорами Intel 80386, каждый в узле с математическим сопроцессором 80387. Такая конфигурация не имела встроенного устройства хранения данных, поэтому операционная система и пользовательские программы загружались с управляющего компьютера, в качестве которого обычно выступал Intel 301 со специальной интерфейсной картой. Система могла быть расширена до 128 узлов, каждый с процессором и математическим сопроцессором.
Также базовые узлы могли быть усовершенствованы до версии SX (Scalar eXtension) путём добавления другой микросхемы.
Другая конфигурация позволяла каждому процессорному модулю быть в паре с модулем векторного процессора VX (Vector eXtension). Она имеет недостаток — количество доступных слотов для интерфейсных карт уменьшалось вдвое. Имея множество корпусов как часть одной системы iPSC/2 необходимо запустить максимальное количество узлов и позволить им соединиться с модулями VX.
iPSC/2 имеет архитектуру гиперкуб, в который логически соединены внутренние узлы. По этой причине он может быть сконфигурирован только из 8, 16, 32, 64 или 128 узлов. Это же относится и к случаю гиперкубов увеличенной размерности.
На узлах iPSC/2 запущена проприетарная операционная система NX/2, а на управляющем компьютере — System V или Xenix.